# Савватеевка (приток Тыма)
Савватеевка — река в России, протекает по Каргасокскому и Енисейскому районам Томской области, Красноярском крае. Устье реки находится в 624 км по правому берегу реки Тым. Длина реки составляет 25 км. Высота устья — 99 м над уровнем моря.

## Данные водного реестра
По данным государственного водного реестра России, относится к Верхнеобскому бассейновому округу, водохозяйственный участок реки — Обь от впадения реки Васюган до впадения реки Вах, речной подбассейн реки — Васюган. Речной бассейн реки — (Верхняя) Обь до впадения Иртыша.